# 전통문화콘텐츠박물관
전통문화콘텐츠박물관은 경상북도 안동시 동부동에 있는 공립 박물관이다.

## 전시실
전통문화콘텐츠박물관은 대한민국 최초로 등록된 유물 없는 박물관이자, 첨단 디지털박물관으로서 전통문화에 대한 깊이 있는 체험과 지식, 정보를 제공한다.
전통문화콘텐츠박물관 전시안내 보관됨 2016-03-04 - 웨이백 머신